# A share (finanzas)
En finanzas, una acción A-Share es la designación para una 'clase' de acciones comunes o preferentes que normalmente se ha debilitado los derechos de voto o de otros beneficios en comparación con la B-Share o C. La estructura de capital, o cuántos tipos de acciones que se ofrecen, es determinado por la carta corporativa.
A-Share es también una forma de fijación de precios de los cargos de ventas (cargas) sobre los fondos mutuos de inversión en los Estados Unidos. En Una parte, las ventas de carga es frontal, normalmente en la mayoría de 5.75% de la cantidad invertida. En contraste, B-Share es la que no tiene un cargo por adelantado, sino que tiene tiene mayores gastos continuos en forma de una mejor comisión 12B-1, y un contingente diferido de cargo por venta que sólo se aplica si el inversor redime acciones antes de un período especificado. El máximo de recargo por ventas A-Share se reduce con mayores montos de inversión como un descuento por volumen.